# Szalagosfarkú trogon
A szalagosfarkú trogon (Apaloderma vittatum) a madarak osztályába a trogonalakúak (Trogoniformes) rendjébe és a trogonfélék (Trogonidae) családjába  tartozó faj.
Malawi nemzeti madara.

## Rendszerezése
A fajt George Ernest Shelley angol ornitológus írta le 1882-ben, a Hapaloderma nembe Hapaloderma vittatum néven.

## Előfordulása
Angola, Burundi, Kamerun, a Kongói Demokratikus Köztársaság, Egyenlítői-Guinea, Kenya, Malawi, Mozambik, Nigéria, Ruanda, Tanzánia, Uganda és Zambia területén honos. A természetes élőhelye szubtrópusi és trópusi síkvidéki és hegyi esőerdők, valamint bokrosok. Nem vonuló faj. Jellemzően magasabban mint a kantáros trogon, de néhány helyen mindkét faj megtalálható.

## Megjelenése
Testhossza 28–30 centiméter, testtömege 55 gramm. Lába és csőre sárga, farka hosszú és széles, farka alsó része fekete és fehér színű. A hím feje és mellkasa kék és bronz ragyogású, hasa piros. Szeménél sárga vagy narancssárga csupasz bőr található. A tojó feje barna, torka és mellkasa fahéj színű. A fiatal madár hasonlít a tojóhoz. 
|  |

### Fordítás
Ez a szócikk részben vagy egészben  a   Bar-tailed Trogon című angol Wikipédia-szócikk fordításán alapul.  Az eredeti cikk szerkesztőit annak laptörténete sorolja fel. Ez a jelzés csupán a megfogalmazás eredetét és a szerzői jogokat jelzi, nem szolgál a cikkben szereplő információk forrásmegjelöléseként.